# 光林寺 (東京都港区)
光林寺 （こうりんじ）は、東京都港区南麻布にある臨済宗妙心寺派の寺院。慈眼山光林禅寺。

## 歴史
延宝6年10月（1678年）盤珪永琢によって麻布市兵衛町に創建、元禄7年（1694年）5月に現在地に移る。

## 境内
墓地には著名人の墓がある。大名家や旗本の墓所も存在。
- 丸亀藩主京極氏
- 多度津藩主京極氏

両家とも江戸期の墓は墓地の一番上にあるが、明治期以降の丸亀京極朗徹、京極高徳、多度津京極高典墓は墓地の下の方にある。
- 高鍋藩主秋月氏 - 6代目から9代目まである。墓地の一番奥。
- 郡山藩主柳沢氏
- 対馬藩主宗氏
- 平戸藩主松浦氏
- 福知山藩主朽木氏
- 岩村藩主松平氏
- 伊勢亀山藩主板倉氏

いずれも子女。
- 大洲藩主加藤氏の分家の池之端加藤家 - 加藤文麗
- 平戸藩分家の旗本松浦家 - 相神浦松浦家か？
- 旗本朽木氏 - 朽木稙勝
- 旗本三枝氏 - 三枝大学家。知行は6500石。三枝虎吉の末裔。墓所は明治2年2月17日に死去した三枝守典の女以外の墓は合祀してある。また左に現代墓あり。
- 旗本久間氏
- 京極高徳の庶子で分家した京極俊次郎 - 昭和9年12月17日没。
- 菅野覚兵衛[2] - 海援隊隊士。坂本龍馬の妻・お龍の妹、起美の夫。
- 古川阪次郎 - 日本の鉄道官僚。工学博士。土木学会第5代会長。錦鶏間祗候。古川庄八（幕府オランダ留学生）の養子。
- ヘンリー・ヒュースケン
- 小林伝吉(ボーイ伝吉)
- 古河市兵衛
- 古河潤吉
- 古河虎之助
- 伯爵伊東巳代治の父伊東善平や子の伊東七郎
- 友部安徳 - 静岡県士族で、朝野新聞局長。父の友部安治の墓もある。
- 青山七三郎 - 秋田県鹿角市の人。足尾銅山興隆の基礎を築く。
- 青山鑛司 - 七三郎の子。満鉄や鮮鉄の技師長を歴任。
- 原安三郎
- 泉藤吉 - イズミ工業(泉自動車工業)創業者。
- 樹木希林
- 朝吹誠 - ザ・フィンガーズのバンドメンバー[3]

## 立地
10000平方メートル余の広大な境内は奥に向かって丘陵地となり、駐日フランス大使館の敷地に接している。明治通りに面し、東京都バスの光林寺前停留所がある。

## 出来事
1861年1月14日（万延元年12月4日）にヘンリー・ヒュースケンが古川にかかる中の橋にて攘夷派武士に襲われ翌日に死亡し当寺に葬られた。
2018年9月30日、当寺にて女優・樹木希林の葬儀が執り行われた。
境内の施設・史跡
- 光林寺方丈（左）・本堂（右）
- ヘンリー・ヒュースケン墓